# Зиґмунт Носковський
Зиґмунт Носковський (пол. Zygmunt Noskowski; 2 травня 1846, Варшава — 23 липня 1909, там же) — польський композитор, диригент і музичний педагог. Молодший брат агронома Владислава Носковського (1841—1881).
Народився в сім'ї варшавського адвоката. З п'яти років грав на скрипці, його першим наставником був Ян Хорнзель, учитель Генрика Венявського. Потім захопився композицією, першими дослідами звернув на себе увагу Ігнація Добжинського, трохи пізніше став учнем Станіслава Монюшка. У 15 років написав свій перший музичний твір.
У 1864—1867 рр. навчався у Варшавському музичному інституті під керівництвом Аполлінарія Контського (скрипка) та Станіслава Монюшка (композиція). Потім грав в оркестрі варшавського оперного театру. У 1872 виїхав до Берліна, де протягом трьох років займався теорією композиції і інструментовкою у Вищій школі музики у Фрідріха Кіля. У цей період захопився диригуванням. У 1881 повернувся до Варшави і активно включився в музичне життя столиці. У тому ж році зайняв місце директора Варшавського музичного товариства.
У 1901 р виступив одним з ініціаторів створення Варшавської філармонії та Варшавського філармонічного оркестру. У 1907 філармонія і оперний театр об'єдналися, і Носковськийстав художнім керівником оркестру. За його ініціативою було створено дитячий хор, для якого Носковський склав ряд творів.
З 1886 року протягом багатьох років був професором і директором Варшавського музичного інституту і виховав багатьох найвизначніших польських музикантів. У числі його учнів — композитори Генрик Мельцер-Щавінський, Людомир Ружицький, Кароль Шимановський, Аполінарій Шелюто, Адам Венявський, Мечислав Карлович, Фелікс Конопасек, Еугеніуш Моравський-Домброва, Гжегож Фітельберг та інші.